# Sokuhi Nyoitsu
Sokuhi Nyoitsu (即非如一, pinyin Jifei Ruyi, (1616-1671) est un moine bouddhiste de la secte zen Ōbaku, ainsi qu'un poète et calligraphe accompli. Ses maîtres Ingen Ryūki, Mokuan Shōtō et lui-même sont collectivement connus sous le nom « Trois pinceaux d'Ōbaku » ou Ōbaku no Sanpitsu.

## Chine
Né à Fuzhou, Fujian, en Chine, Sokuhi est ordonné à l'âge de 17 ans par Feiyin Tongrong. À 21 ans, il devient disciple d'Ingen , abbé du temple Wanfu sur le mont Huangbo, dans le Fujian. Là, il fait la connaissance de Muyan. En 1651, il meurt presque par asphyxie en luttant contre un incendie de forêt près du temple, et connaît subitement l'illumination. Sokuhi reçoit la transmission du dharma d'Ingen et l'année suivante reçoit une promotion à une position monastique élevée. Il est ensuite nommé abbé du temple de Chongsheng sur le mont Xuefeng, également dans la province de Fujian.

## Japon
En 1654, Ingen et Muyan voyagent au Japon et appellent Sokuhi qui les suit à Nagasaki en 1657. Là, il est fait abbé du Sōfuku-ji, temple chinois construit en 1629, et Muyan sert comme abbé du Fukusai-ji. Les deux sont connus sous le nom nikanromon (« deux portes de l'illumination »). En 1663 Sokuhi rencontre Ingen pour la première fois depuis 12 ans, après qu'il a reçu la permission de se rendre à Uji où il est abbé du Manpuku-ji. En 1664, Sokuhi se met en route pour Nagasaki avec l'intention de retourner en Chine mais il est convaincu de rester par le seigneur de Kokura et fonde un nouveau temple, le Fukuju-ji sur les monts Kujū (à présent Fukuoka). En 1668, il transmet cette position à son disciple japonais Houn Myodo et retourne au Sōfuku-ji pour se retirer. Il tombe malade en 1670 et meurt à Nagasaki en 1671. Il est incinéré et ses cendres sont déposées au Fukuju-ji et au Sōfuku-ji.